# Queen Rima
Marie Tolno, alias Queen Rima, est une chanteuse et danseuse guinéenne, lauréate du prix découverte RFI 2025 à l'âge de 27 ans. Elle devient la deuxième femme guinéenne à remporter ce prix et la troisième chanteuse de son pays après Sia Tolno et Soul Bang’s.      

## Biographie
Originaire de Conakry, Marie Tolno s'intéresse à la musique dès son enfance et commence par chanter dans la chorale de son église à l'âge de sept ans.
Elle y ajoute, par la suite la dancehall et collabore avec plusieurs artistes sur scène ou dans des clips à l'instar de Singleton ou Djelika Babintou. Elle crée, quelques années après, son groupe de dance, Toxaï Girls et chante en plusieurs langues guinénnes comme le soussou et le pular, aussi en français et en anglais,. En 2017, elle remporte le trophée de meilleure artiste dancehall au festival Simandou à N’zérékoré en Guinée.  En avril 2018, elle est sacrée meilleure artiste féminine de la quatrième édition du festival Sahel hip-hop et musiques du monde à Niamey au Niger.     
Elle figure parmi les finalistes au prix découverte RFI de 2022 et de 2023.  
À travers ses chansons, elle dénonce les discriminations et injustices dont les femmes sont victimes aussi bien dans la société que dans la musique,,. En 2024,  elle reçoit le trophée Marley Espoir à la 11e édition des Marley d’Or au Burkina Faso. 
Le 17 février 2025, elle est déclarée vainqueur du prix  découverte RFI 2025 par la présidente du jury, Angélique Kidjo,,. 

## Prix et reconnaissances

### Lauréats
- 2017: Lauréate du trophée de meilleure artiste dancehall au festival Simandou à N’zérékoré (Guinée)[6];
- 2018 : Meilleure artiste féminine de la quatrième édition du festival Sahel hip-hop et musiques du monde à Niamey (Niger)[7];
- 2025 : Lauréat du prix découverte RFI 2025.

### Nominations
- 2023 : Finaliste du prix découverte RFI 2023